# West Access Route
Die West Access Route ist eine kanadische Fernverkehrsstraße. Sie ist – wie die East Access Route – kein Highway im eigentlichen Sinne, sondern eine Kombination verschiedener Straßen, die den Zugang zum Alaska Highway von Südwesten her bilden.

## Verlauf
Ausgangspunkt dieser Strecke ist Seattle im Bundesstaat Washington, der Endpunkt ist der symbolische Ausgangspunkt des Alaska Highway an der Kreuzung 102nd Av./10th Street in Dawson Creek im Osten von British Columbia.
Die Strecke verläuft auf unterschiedlichen Straßen:
- Seattle – Bellingham: Interstate 5 (bis Ausfahrt 256)
- Bellingham – Lynden: Washington State Highway 539
- Lynden – Nooksack: Washington State Highway 546
- Nooksack – Sumas: Washington State Highway 9 (bis zum Grenzübergang Huntington)
- Huntington – Abbotsford: Highway 11 (bis Ausfahrt 92)
- Abbotsford – Cache Creek: Highway 1, (Trans-Canada Highway)
- Cache Creek – Dawson Creek: Highway 97

Bedeutende Zwischenstationen entlang der Strecke sind (Angaben in Kilometer):
- 45 Einmündung des U.S. Highway 2 nach Everett und Wenatchee
- 105 Einmündung des Washington State Highway 20, Zugang zum North Cascades National Park, zum Okanagan Valley und nach Burlington
- 146 Bellingham, Fährhafen des Alaska Marine Highway, Zugang nach Vancouver über Interstate 5
- 187 Sumas/Huntington – Grenze zwischen den Vereinigten Staaten von Amerika und Kanada
- 274 Einmündung des Crowsnest Highway (Highway 3), Zugang zum Highway 5, (Coquihalla Highway) und nach Hope
- 298 Einfahrt in den Fraser Canyon, Hell’s Gate wird nach etwa 30 Kilometern erreicht
- 383 Ende des Fraser Canyon bei Lytton, Abzweig des Highway 12 nach Lillooet
- 418 Spences Bridge, Abzweig des Highway 8 nach Merritt
- 467 Cache Creek, Abzweig des Trans-Canada Highway nach Kamloops
- 573 Abzweig des Highway 24, Verbindung zum Highway 5
- 582 100 Mile House
- 608 Lac La Hache
- 673 Williams Lake, Abzweig des Highway 20 nach Bella Coola und zum Tweedsmuir Provincial Park
- 794 Quesnel, Abzweig des Highway 26 nach Barkerville
- 913 Prince George, Kreuzung mit dem Highway 16 (Yellowhead Highway)
- 1066 Abzweig des Highway 39 nach Mackenzie
- 1105 Pine Pass (874 m) - niedrigster Pass in den kanadischen Rocky Mountains
- 1215 Chetwynd, Kreuzung des Highway 39, Zufahrt nach Hudson’s Hope und Tumbler Ridge
- 1295 Abzweig des Highway 52 nach Fellers Heights und Tumbler Ridge
- 1315 Dawson Creek, Beginn des Alaska Highway